# 蕩減
蕩減（とうげん）とは、借金を全部帳消しにすること。借債を悉く免除してやること。remission

## 解説

### 原義
蕩減（韓：탕감 , tang-gam）

（朝鮮起源の漢字語）借金を全部帳消しにすること。借債を悉く免除してやること。remission。 「蕩」の字義は「すっかり無くする。『蕩尽／掃蕩』」。
用法

韓国では一般に金融用語として「債務の減免」の意味で使われ頻繁にマスコミに登場する。また韓国語聖書で罪や負債の「ゆるし」の訳に用いられており、韓国のキリスト教会の説教でも罪や負債の「ゆるし」の意味で頻繁に用いられる。
用法に特殊性があり、日本的表現では債権者が「帳消しにする」と言い、債務者は「帳消しにしてもらう」と言うが、韓国では債務者も「帳消しにする（蕩減する 탕감 하다）」と言う。韓国語では他動詞の受動態がない場合があり「蕩減」はそれにあたる。例として韓国ベストセラー小説「商道（상도）」（崔仁浩 著）の日本語版で、債務者が「帳消しにしてもらうよりほかなかった」という部分は、韓国語原文では「탕감 할 수밖에 없었다（帳消しにするほかなかった）」となっており、和訳の際校正されているのがわかる。
解説
朝鮮半島では歴史的に漢字教育に様々な変遷があった影響により、朝鮮起源の常識的な言葉であるが老若に関わらず知る層と知らない層に別れ、特に漢字の認知度は低い。

### 統一教会用語（原理用語）
朝鮮起源の漢字語のため一般的に朝鮮半島以外で使われることはない。日本では統一教会（世界基督教統一神霊協会）においてのみ教会用語（原理用語）として使われている。
文鮮明教祖の定義
統一教会の教義「統一原理」の救済観を「蕩減復帰原理」という。統一教会の教祖文鮮明は「蕩減」と「蕩減復帰」の意味を次のように語っている。
文鮮明教祖より「統一原理」体系化の最終版「原理」の執筆を任された李相憲は「蕩減」について論文「統一民族史観」の中で、キリスト教の「赦し」の説明に頻繁に引用される新約聖書マタイによる福音書第18章21節～35節「仲間を赦さない僕」のたとえに基づいて説明している。
文鮮明教祖、李相憲共に原義に則り、また聖書に基づいた説明をしているため既成神学との連続性が認められる。ただ統一原理が異なるのは「条件」という言葉を使ったことである。既成神学が「無条件の赦し」を説くのに対し、統一原理は「神の赦しには一定の条件（蕩減条件）を満たす必要があり、それが人間の責任分担」と説く。但し、統一教会内部に於いて文鮮明教祖の定義を正確に理解していた記録が存在するのは李相憲のみである。
原理講論（Divine Principle）の定義
用法
統一教会信者達は原義である「赦し」の意味で使うことはない。原理講論の影響で「蕩減とは償い、罪滅ぼし」と原義とは真逆に解釈する。その理由について統一教会は何の説明もしていない。
統一教会では無原罪で生まれた再臨のキリストとされる文鮮明教祖（今は否定され妻・韓鶴子現教祖）が生誕した韓国を最も迫害したとする日本が支払うべき「賠償（indemnity）」の意味で使われることが多い。
批判
「蕩減条件とは、罪滅ぼしの条件、願いを叶えてもらうための条件を意味する東洋的発想のものである。…地獄の霊界を救い、因縁を断つために…変な理屈を述べて『その血と汗と涙の結晶であるお金をたくさん出すことによって霊界の先祖の色情・殺人・恨みの因縁を切り、しあわせを得ることができる。だから思い切って命懸けで決心せよ』と迫るのである。」(牧師・川崎経子著「原理運動を憂慮する」)
「蕩減条件を立てるというのが信者達をへとへとになるまで働かせ、或いは人を欺いてまで霊感商法であやしげな壺や塔をべらぼうな値段で売りつける原動力となる」(作家・飯干晃一著「われら父親は闘う」)
「統一協会では、朝鮮侵略の歴史がある日本は『エバ(イヴ)国家』として奉仕の義務があり、霊感商法による金集めなどの贖罪（しょくざい、教団用語は「蕩減＝とうげん」）が課せられているのに対し、韓国は『アダム国家』として奉仕される立場。日本人女性信者は『韓国での生活をやめることは逆に蕩減が重くなる』と信じさせられている」(日本共産党しんぶん赤旗 2010.5.11)
そのためしばしば大きな社会問題を引き起こしている。（霊感商法、新世事件、安倍晋三銃撃事件）